# トミー・ウェルス
トミー・ウェルス（Tomy Wealth）は、日本のソロ音楽家、トラックメイカー、作曲家、ドラマー。

## 概要
Tomy Wealthは、佐伯貴之によるソロプロジェクト名義。
神奈川県横浜市に生まれ、港南区の芹が谷出身。父親が伊勢佐木町でゴルフ用品店を営んでいた事や、親類が中区に集まっていた事もあり、幼少〜思春期はほとんどの時間を中区で過ごした。自身のポッドキャスト内にて現在も横浜市中区に在住している事を公表している。
元々ジャズシンガーであった母親の影響で幼少期より様々な洋楽を好み、中学時代は吹奏楽部に加入、初めて打楽器に触れる。
青年期はロックバンド、ヘヴィメタル、ハードコアバンドに没頭、高校生でCDデビューするが解散、同時進行で趣味であったヒップホップのトラックメイクを本格的に始める。
自身の演奏のドラム音、生音を主に使用した器楽曲・ヒップホップを主軸としている事から、DJシャドウ等に比喩される事があるが、手法やその独創性、温度の高いドラム演奏、近年はヒップホップ・トラックという概念に拘らず独自の音楽に昇華している事もあり、ジャンルの特定が難しいと言われている。メロディアスな琴線に触れるピアノ、シネマティックな世界、一貫して現実世界を忘れさせる虚構的な楽曲が特徴。
ドラムは勿論、作曲も全パート本人によるものだが、ライブでは主にドラムを演奏し、他の楽器音はライブサポートメンバーを招き楽曲を再現している為、バンド名に勘違いされる事もあるが、あくまで個人のソロ活動名義。
日本以外にこれまで北米ツアー、台湾ツアー、ヨーロッパツアー、チェコで開催された音楽フェス"Plzeňská Noc 2015"などの海外公演を成功させている。
アーティスト名の由来は、思春期に亡くなった父親のあだ名であった"Tomy"が残した息子という財産（＝Wealth）という意味と、後の自分に帰属する財産（＝To My Wealth）というダブル・ミーニング（Canada bits LOUNGE インタビュー談）。

## ライブサポートメンバー
- サンプラー - Mitsuaki Aoyagi　2011年〜現在
- ベース - Koichiro Nishiwaki　2017年～現在
- ピアノ - Chieko Kikuchi　2019年～現在

## ディスコグラフィー

### アルバム
1. Hotel Otherside (2009年8月13日)
  1. Lesson
  2. Royal Sweet
  3. Ashes to Ashes
  4. Raw Silk / Room Service
  5. Frost
  6. More Lesson
  7. Wait Until Dark
  8. It's Like Shadow
  9. True Face （Hidden Track）
2. TABLE MANNERS (2013年7月24日)
  1. TACT
  2. AUTOMATISM feat. 向達郎 (kamomekamome)
  3. DRUMS OF DEATH
  4. SABRINA / SILENT CLIENT
  5. BLOOD PRICE
  6. MR CHRYSLER
  7. RAFAGA feat. LORD KIMO (ex エイジアン・ダブ・ファウンデーション)
  8. GARDENS
  9. NIGHTCAP
  10. TACTILE
3. Prey (2018年4月4日)
  1. Song Of Prey (Which Is The Hunter?)
  2. Sabre Dance
  3. Tribe feat. Saukrates
  4. Juxtapose (Two For The Road)
  5. Phantom feat. 原田学吏
  6. Nylon Soup
  7. Vintage Dream
  8. Liberty feat. Adeem
  9. Hoary Moss Shall Overgrow Them All
  10. Icarus feat. 里アンナ
4. Incarnation (2020年12月23日)
  1. Spellbound
  2. Spider Thread feat. taoi
  3. Cross The Line feat. Chamois
  4. Grape Tree feat. tatoi
  5. Dry Ice

### 映像作品
1. Tomy Wealth 10th Anniversary Oneman Show （2020年4月19日）

### 7インチレコード
1. Automatism （2012年11月28日）
  1. Automatism feat. 向達郎 (kamomekamome)
  2. Automatism -Instrumental-

### デジタル限定シングル
1. Hotel Anotherside （2010年8月25日）
  1. Eye For An Eye feat. BOSA2 （信狂楽団）
  2. Interview With Stray Sheep
2. Rorschach Test One （2011年4月3日）
  1. Rorschach Test One
  2. Rorschach Test One （BROKEN HAZE Remix）
3. Dry Ice （2021年3月31日）
  1. Dry Ice feat. 向達郎（kamomekamome）

### その他
- "Best Of Zooooo.jp 2009"（2010年1月14日） 「#5 Royal Sweet」
- "BEATS＋PIECES"（2010年4月21日） 「#1 Enough Is A Feast / #12 It's Like Shadow」
- "Rainy Beats"（2011年6月29日） 「#1 The Little Rain Seller」
- "BEATS＋PIECES 2"（2011年7月20日） 「#4 Gardens / #12 Blood Price」